# Thiermondingen
Thiermondingen es un pueblo desaparecido entre Vörstetten, Reute y Denzlingen en el distrito de Emmendingen en Baden-Wurtemberg, Alemania..
El asentamiento fue mencionado por primera vez en 1008 en la descripción del Derecho de Caza del Rey Enrique II y consistió de algunas granjas y de una capilla de San Nicolás. Hasta 1276 perteneció al monasterio de Schuttern y luego a los Caballeros Teutónicos de Friburgo. En el siglo XVI el pueblo desapareció casi por completo, sólo una granja llamada entonces Dermondinger Hof existía todavía hasta 1733. Ahora el topónimo "Dermedinger Wäldele" (bosquete de Dermedingen) prueba todavía que este pueblo ha existido.